# Jamaica Station (New York City)
Die Jamaica Station im gleichnamigen Stadtteil im Stadtbezirk Queens ist der drittgrößte Bahnhof von New York City und Hauptknotenpunkt für den Schienenverkehr von Long Island. Sie wird von der Long Island Rail Road, der New York City Subway und dem AirTrain JFK bedient.
Er gliedert sich in drei Teile: Der LIRR-Bahnhof liegt zwischen der Archer Avenue und der 94th Avenue und überspannt den Sutphin Boulevard. Nördlich der Bahnhofshalle befindet sich unterhalb der Archer Avenue der U-Bahnhof Sutphin Boulevard – Archer Avenue – JFK Airport, der unterirdisch mit dem LIRR-Bahnhof verbunden ist. Der 2003 eröffnete AirTrain-Bahnhof schließt sich südlich an den LIRR-Bahnhof an.
Bis auf den AirTrain-Bahnhof werden alle Bahnhofsteile von der Metropolitan Transportation Authority betrieben. 2006 stiegen wochentäglich 21.756 Menschen an der Jamaica Station ein oder aus.
Seit 2007 befindet sich das Gebiet um dem Bahnhof in einem städtebaulichen Umgestaltungsprozess. Im Zuge dessen wurde auch die Unterführung des Sutphin Boulevards unter dem Bahnhof fußgängerfreundlich umgestaltet.

## LIRR

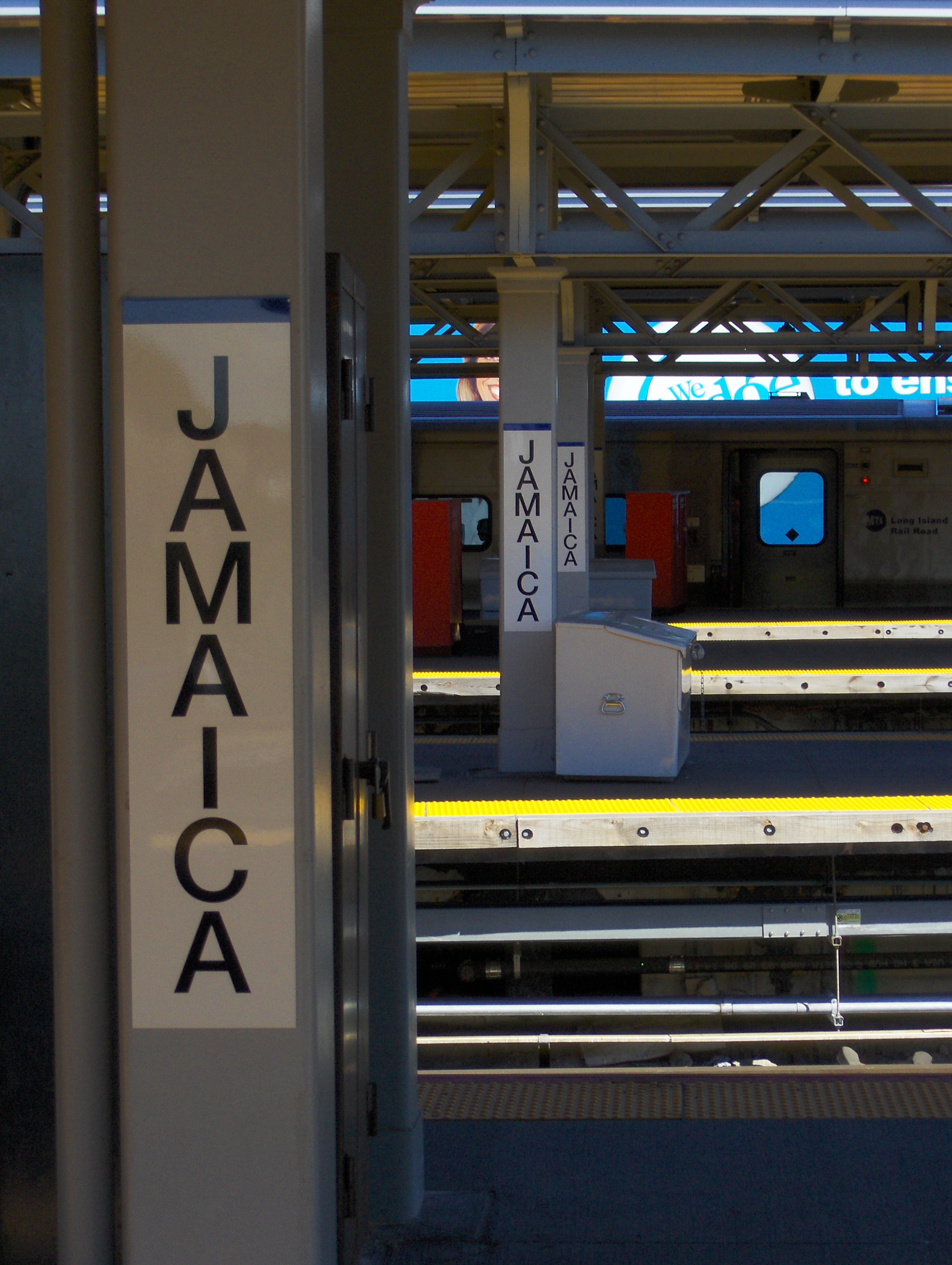
Bahnsteige der LIRR

Lage des Bahnhofs im Zentrum des LIRR-Netzes

Alle LIRR-Linien aus dem Osten von Long Island (d. h. alle außer Port Washington Branch) laufen an der Jamaica Station zusammen und teilen sich dann westwärts auf die verschiedenen Endbahnhöfe in New York auf (Penn Station, Grand Central Madison, Atlantic Terminal und Long Island City Station).
Direkt westlich des Bahnhofs zweigt die Atlantic Branch zum Atlantic Terminal in Fort Greene ab. Die Hauptstrecke führt zu den zwei Endbahnhöfen in Manhattan und dem in Queens.
Östlich zweigt die Far Rockaway Branch unmittelbar hinter dem Bahnhof nach Süden ab, während die anderen Äste zunächst eine Weile auf einer gemeinsamen Trasse verlaufen und sich dann sukzessive verzweigen.
Der Bahnhof gehört zur City Zone Branch und liegt in der Tarifzone 3.

## U-Bahn
Der U-Bahnhof Sutphin Boulevard – Archer Avenue – JFK Airport liegt an der IND Archer Avenue Line und der BMT Archer Avenue Line, die hier übereinander verlaufen. Beide Linien stellen Verbindungen nach Manhattan her. Auf der IND Archer Avenue Line im Untergeschoss B2 verkehren Züge der Linie  über Queens Boulevard, während auf der BMT Archer Avenue Line im Untergeschoss B3 die Linien  und  über Brooklyn nach Manhattan verkehren.

## AirTrain JFK
Der Bahnhofsteil Jamaica Station - Sutphin Boulevard bildet das nördliche Ende des AirTrain JFK. Er bildet noch vor der Station Howard Beach den wichtigsten Umsteigepunkt zwischen Öffentlichem Personennahverkehr und dem Flughafen New York-JFK. Alle Züge der Jamaica Station Line verkehren in ca. 10 min zwischen dem Bahnhof und dem Flughafen.

## Busverkehr
Folgende Buslinien der MTA bedienen Jamaica Station: Q6, Q43, 6, 8, 9, 20A, 20B, 24, 25, 30, 31, 34, 40, 41, 43, 44, 54, 56, 60 & 65.